# Asaphocrita alogiae
Asaphocrita alogiae là một loài bướm đêm thuộc họ Blastobasidae đặc hữu của Costa Rica.